# Centre international de natation de Tokyo Tatsumi
Le centre international de natation de Tokyo Tatsumi (東京辰巳国際水泳場, Tōkyō Tatsumi Kokusai Suieijō) est un complexe sportif destiné à la natation, situé dans l'arrondissement de Kōtō, à Tokyo, au Japon. Il a accueilli plusieurs championnats nationaux de natation et a été utilisé lors des Jeux olympiques d'été de 2020 pour les épreuves de water-polo.

## Histoire

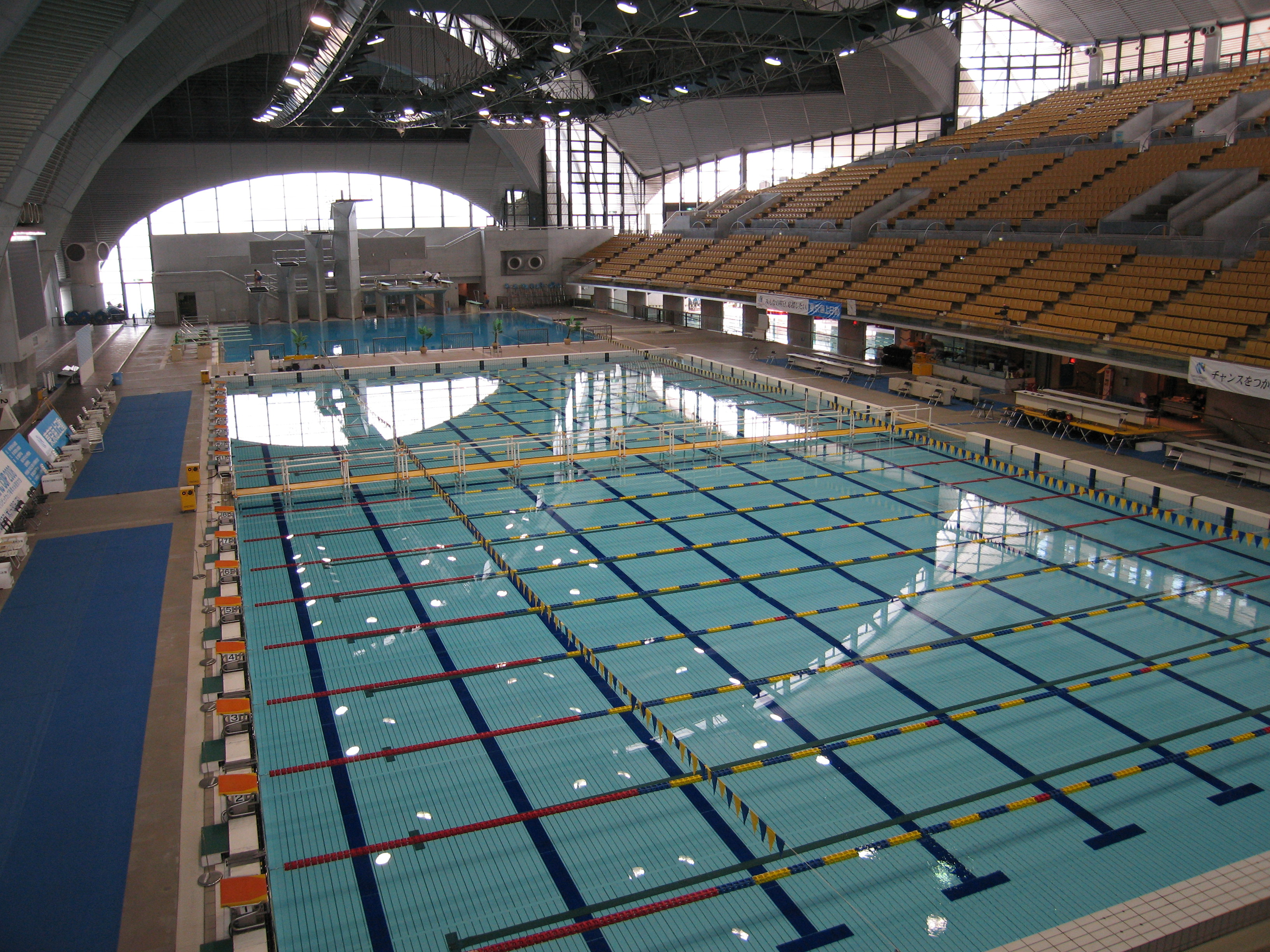
Le bassin principal.

Le complexe de natation a été conçu par l'Environment Design Institute, un cabinet d'architecture de Tokyo. Il a été commandé par l'administration du port de Tokyo, qui dépend du gouvernement métropolitain de la ville. Le bâtiment est construit en grande partie en béton armé, à l'exception du toit, qui est une structure en treillis métallique réalisée en tuyaux en acier. La conception structurelle a été réalisée par Kozo Keikaku Engineering. Le complexe a été achevé en mars 1993.

## Records du monde battus au centre de natation de Tokyo Tatsumi

### Grand bassin
- 200 m brasse : 2 min 7 s 510, par Kosuke Kitajima le 8 juin 2008[3]
- 200 m brasse : 2 min 6 s 670, par Ippei Watanabe le 29 janvier 2017[4]

### Petit bassin
- 200 m papillon : 2 min 3 s 120, par Yūko Nakanishi le 23 février 2008[5]